# 苏利亚耶夫斯基农村居民点
苏利亚耶夫斯基农村居民点（俄语：Суляевское сельское поселение）是俄罗斯联邦伏尔加格勒州库梅尔任斯卡亚区所属的一个农村居民点。其下辖有11个居民点，行政中心为苏利亚耶夫斯基。据2016年统计，该农村居民点的人口为2024人。